# Philodromus shillongensis
Philodromus shillongensis là một loài nhện trong họ Philodromidae.
Loài này thuộc chi Philodromus. Philodromus shillongensis được Benoy Krishna Tikader miêu tả năm 1962.